# Réformes en Algérie après l'indépendance
Les réformes mises en place par le gouvernement du Front de libération nationale en Algérie après les accords d'Évian et l'indépendance du pays ont touché de nombreux aspects, sociaux et économiques du pays. Le processus de réforme est également englobé en Algérie sous le terme de Révolution algérienne ou de Guerre de libération nationale, également employé par le FLN et ses partisans pour désigner la guerre d'Algérie proprement dite. Le pays a connu après les Événements d'octobre 1988 une diversification du paysage politique, un début d'intégration dans le système économique international, la modernité et la lutte pour la défense des libertés démocratiques.

## Anniversaire
L'Algérie commémore le déclenchement de la révolution algérienne, le 1er novembre de chaque année. La journée est décrétée fête nationale. La première cérémonie se déroule à Batna puisque la première attaque armée fut l'assaut de la caserne de la ville par le groupe du commandant de l'Armée de libération nationale d'Algérie, Mohamed Tahar Abidi dit Hadj Lakhder à minuit pile. Les attaques furent programmées par les six chefs de la révolution Rabah Bitat, Mostefa Ben Boulaïd, Mourad Didouche, Mohamed Boudiaf, Krim Belkacem et Larbi Ben M'hidi sur l'ensemble du territoire au même jour.

## Réunion du CNRA à Tripoli
Lors de la réunion du Conseil national de la Révolution algérienne (CNRA) du FLN à Tripoli de Libye en juin 1962, un programme est défini et adopté à unanimité pour la réalisation de la révolution démocratique populaire en Algérie. Cette révolution se caractérise « par l’édification conscience du pays dans le cadre de principes socialistes et d’un pouvoir aux mains du peuple ». 
Dans le programme, plusieurs points indiquent que « le sort de l’individu est lié à celui de la société tout entière, la démocratie ne doit pas être seulement l’épanouissement des libertés individuelles, elle est surtout l’expression collective de la responsabilité populaire ». Ensuite, « la construction d’un État moderne démocratique, anti-impérialiste et anti-féodal n'est possible que par l’initiative, la vigilance et le contrôle direct du peuple. Et les tâches de la révolution démocratique en Algérie ne peuvent être réalisées par une classe sociale aussi éclairée soit-elle ; seul le peuple est en mesure de les mener à bien, c’est-à-dire la paysannerie, les travailleurs en général, les jeunes et les intellectuels révolutionnaires ».
Trois principes de réalisation sont à souligner :
- « Une économie nationale »
- « Une politique sociale au profit des masses pour élever le niveau de vie des travailleurs. Liquider l’analphabétisme, améliorer l’habitat et la situation sanitaire, libérer la femme »
- « Une politique internationale basée sur l’indépendance nationale et la lutte anti-impérialiste[5]. »

Par ailleurs, le programme signale que le Gouvernement provisoire de la République algérienne s’est confondu avec la direction du FLN et a contribué à affaiblir les deux notions d’État et de parti.

## La Constitution de 1963 et son préambule
Le préambule de la Constitution de 1963 s'inspire du programme de juin 1962, lors du congrès de Tripoli. Elle proclame que « seul le Parti du FLN est l'organe moteur puissant, ce dernier tire sa force du peuple peut parvenir à briser les structures économiques du passé et y substituer un pouvoir économique exercée démocratiquement par les fellahs et les masses laborieuses.
- Il appartient au peuple de veiller à la stabilité des institutions politiques du pays qui constitue une nécessité vitale pour les tâches d’édification socialiste auxquelles se trouve confrontée la République.
- Les régimes présidentiels et parlementaires classiques ne peuvent garantir cette stabilité, alors qu’un régime basé sur la prééminence du peuple souverain et du parti unique, peut l’assurer efficacement.
- Le FLN est la force révolutionnaire qui veille à cette stabilité et est le meilleur garant de la conformité de la politique du pays avec les aspirations du peuple[7].

Le texte aborde ensuite les réformes économiques et sociales.
Plusieurs réformes sont engagées pour aboutir à la concrétisation de la révolution, parmi les grandes lignes:
- « mise en œuvre de la réforme agraire et la création d’une économie nationale dont la gestion est assurée par les travailleurs ; »
- une politique sociale, au profit des masses, pour élever le niveau de vie des travailleurs, accélérer l’émancipation de la femme afin de l’associer à la gestion des affaires publiques et au développement du pays, liquider l’analphabétisme, développer la culture nationale, améliorer l’habitat et la situation sanitaire;
- une politique internationale, basée sur l’indépendance nationale, la coopération internationale, la lutte anti-impérialiste et le soutien effectif aux mouvements en lutte pour l’indépendance ou la libération de leur pays.
- l’islam et la langue arabe ont été des forces de résistance efficaces contre la tentative de dépersonnalisation des Algériens menée par le régime colonial.
- l’Algérie se doit d’affirmer que la langue arabe est la langue nationale et officielle et qu’elle tient sa force spirituelle essentielle de l’islam ; toutefois, la République garantit à chacun le respect de ses opinions, de ses croyances et le libre exercice des cultes.
- l’Armée nationale populaire, reste au service du peuple. Elle participe, dans le cadre du Parti, aux activités politiques et à l’édification des nouvelles structures économiques et sociales du pays.
- Le fonctionnement des institutions politiques est assuré par le FLN[7].

## Révolution socialiste

Dans les années suivant l'indépendance, l'Algérie s'engage sur la voie du socialisme et se rapproche de l'URSS et du bloc de l'Est. Sur cette carte des appartenances politiques durant la guerre froide (années 1980), les alliés des États-Unis sont représentés en bleu, ceux de l'URSS en rouge.

Houari Boumédiène devient vice-président et ministre de la Défense du Conseil de la révolution algérienne qui est alors présidé par Ahmed Ben Bella. Un des principes de la révolution est « par le peuple et pour le peuple », ceci a amené le conseil à renverser le président Ahmed Ben Bella, car ce dernier n'a pas respecté les fondements de la révolution. Houari Boumédiène engage le pouvoir à œuvrer pour un changement radical de la politique entreprise par Ahmed Ben Bella. Il devient président du Conseil de la Révolution algérienne et dirige le pays en s'inspirant de deux fondements de la révolution, « le renforcement de l'indépendance nationale » et le développement de l'économie. Cela dit, il édifie un État fort et une construction d'une société moderne. D'abord, il fait d'une nation un État et entreprend des réalisations dans le secteur de l'éducation, de la formation, de la planification, de l'industrialisation, du développement, etc. La politique de nationalisation menée par le conseil de la révolution algérienne provoque la remise en cause des accords d'Évian. Cela a provoqué une réaction en France. Le président Pompidou rompt avec la politique du général de Gaulle basée sur les relations étroite entre l'Algérie et la France.

### Constitution de 1976
La Constitution de l'Algérie de 1976 a été adoptée par référendum le 18 novembre 1976, promulguée le 22 novembre 1976 et abrogée en 1989.

### Opposition au régime

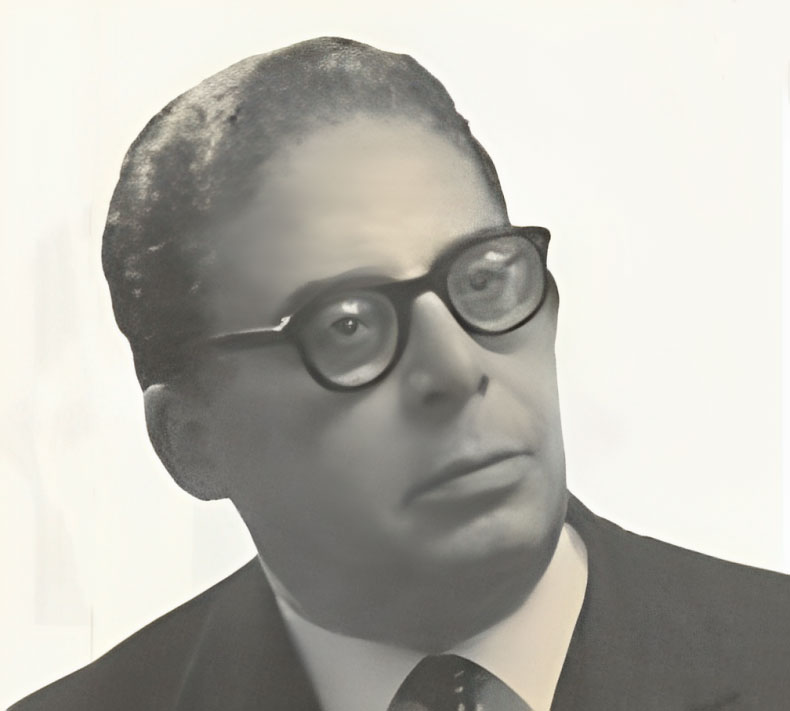
Moufdi Zakaria.

L'hymne de la révolution, Kassaman, a été écrit par le poète nationaliste Moufdi Zakaria le 25 avril 1955, alors qu'il était dans la prison de Barberousse à Alger.
Cependant Moufdi Zakaria s'opposera au régime de Houari Boumédiène et il est contraint de quitter le pays pour s'installer à Tunis.

## Régime de Chadli Bendjedid
Après la mort du président en poste Houari Boumédiène, une élection présidentielle s'est déroulée le 7 février 1979. Chadli Bendjedid, est le seul candidat et élu avec 99,40 % des suffrages. Il est  réélu avec 99,42 % des voix à l'élection présidentielle de 1984, puis réélu à nouveau à l'élection présidentielle de 1988 avec 93,26 % des voix.